# Bill Dance
Bill Dance (7 oktober 1940) is een Amerikaans professioneel visser en presentator van het televisieprogramma Bill Dance Outdoors. Dance is ook bekend van zijn bloopervideo's.

## Biografie
Dance groeide op in Lynchburg in de staat Tennessee. Aanvankelijk wilde hij arts worden, net als zijn vader en grootvader, maar na een motorongeluk in de jaren zestig veranderde hij van gedachten. Daarop verlegde hij zijn aandacht naar het meedoen aan baarswedstrijden. Een spinnerbedrijf dat hem sponsorde, haalde hem ertoe over een televisieprogramma te beginnen. Dat werd Bill Dance Outdoors op The Nashville Network en later op Outdoor Life Network.